# Gleichen gen. von Rußwurm

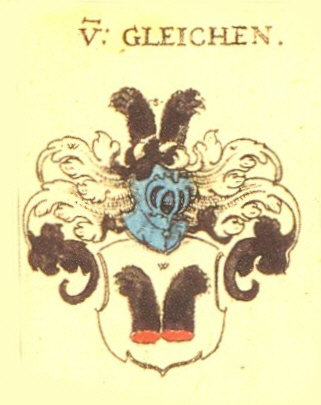
Wappen derer von Gleichen in Thüringen

Die Gleichen gen. von Rußwurm sind ein thüringisches Uradelsgeschlecht, das mit Hermann von Gliechen (Gleichen) erstmals 1418 in Erscheinung trat.
Am 25. Februar 1732 erfolgte eine kaiserliche Namens- und Wappenvereinigung mit denen von Rußwurm für Heinrich von Gleichen, Schwiegersohn des Ernst Friedrich von Rußwurm, Letzter seines Geschlechtes. Am 27. Juli 1858 wurde die Familie im Königreich Bayern bei der Freiherrenklasse immatrikuliert. Die Familie der Freiherren von Gleichen gen. von Rußwurm besteht bis heute; Bedeutung erlangten sie im 19. Jahrhundert als Nachkommen und Nachlassverwalter von Friedrich Schiller.

## Geschichte

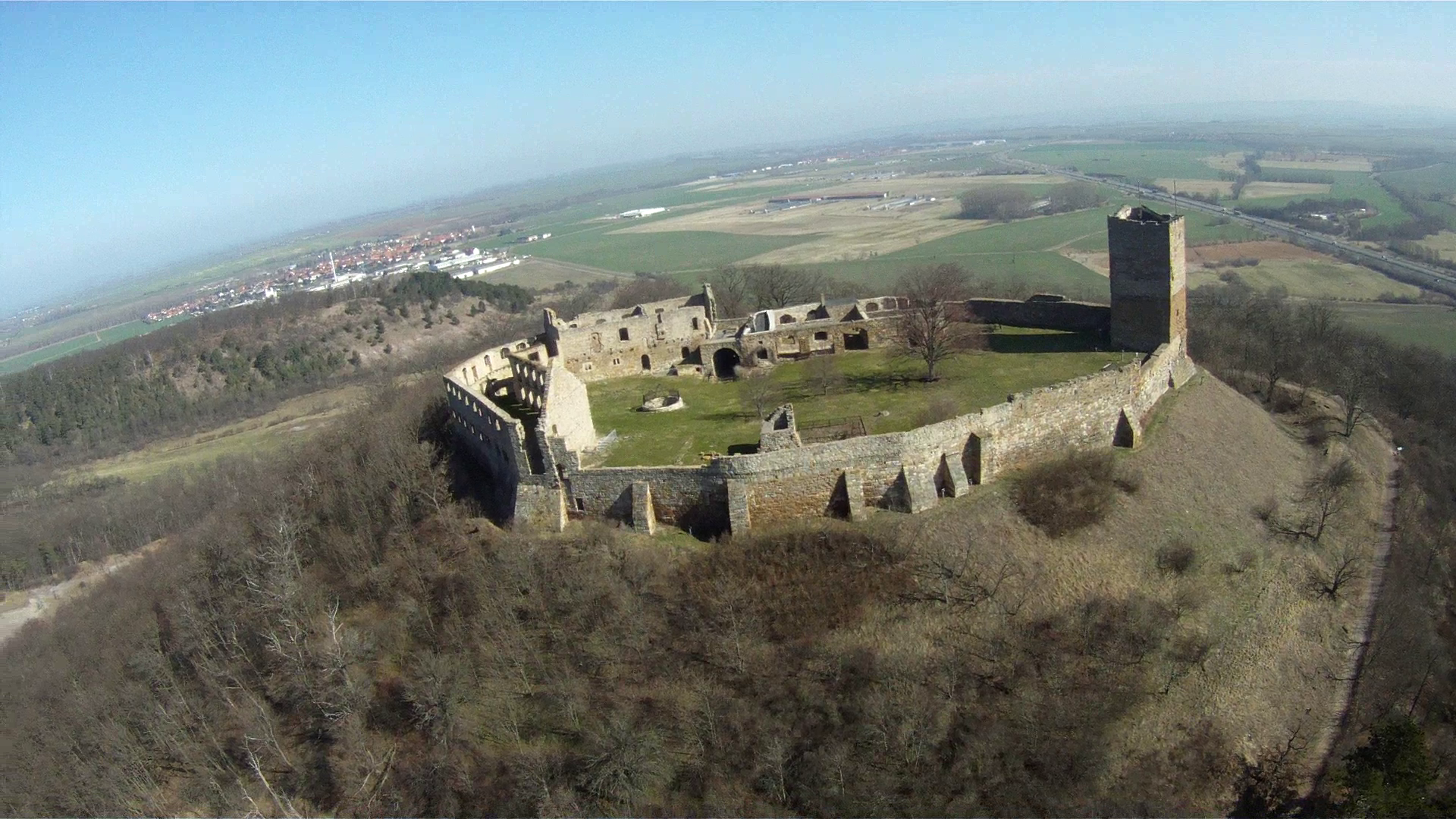
Burg Gleichen

Ob die Herren und (ab 1858) Freiherren von Gleichen direkte Nachfahren oder aber Ministeriale der Grafen von Gleichen waren (welche 1631 im Mannesstamm erloschen sind), die den Namen ihrer Herren angenommen hatten (was häufig vorkam), ist nicht erwiesen.
Nach Johann Friedrich Gauhe blühten sie als „abgespaltener Ast der gräflichen Familie von Gleichen im Gothaischen Fürstenthum“. Die verschiedenen Wappen der Grafen (silberner bekrönter Löwe auf blauem Grund) und der Herren/Freiherren (zwei abgehauene, blutige Bärentatzen auf silbernem Schild) sprechen indes für eine Stammesverschiedenheit und machen ein Dienstmannen-Verhältnis wahrscheinlich. Die Grafen von Tonna hatten 1130 die Burg Gleichen bei Gotha als Lehen vom Erzbistum Mainz erhalten und sich seit 1162 nach ihr benannt. Zugleich besaßen sie etliche weitere Burgen und haben auf diesen zweifellos Ministerialen eingesetzt. 1455 verlegten die Grafen ihren Hauptsitz von der Burg Gleichen zurück auf ihren ursprünglichen Stammsitz, die Kettenburg in Gräfentonna.
Anscheinend hatte seit 1380 ein Rittergeschlecht namens von Gleichen Grundbesitz in Ingersleben, neben dem dort zwischen 1351 und 1518 bezeugten Geschlecht der Herren von Ingersleben. Erstmals wurde die Familie mit Hermann von Glieche am 24. August 1418 urkundlich erwähnt, der seine Gemahlin mit einem Hofe zu Ingersleben verleibdingt.

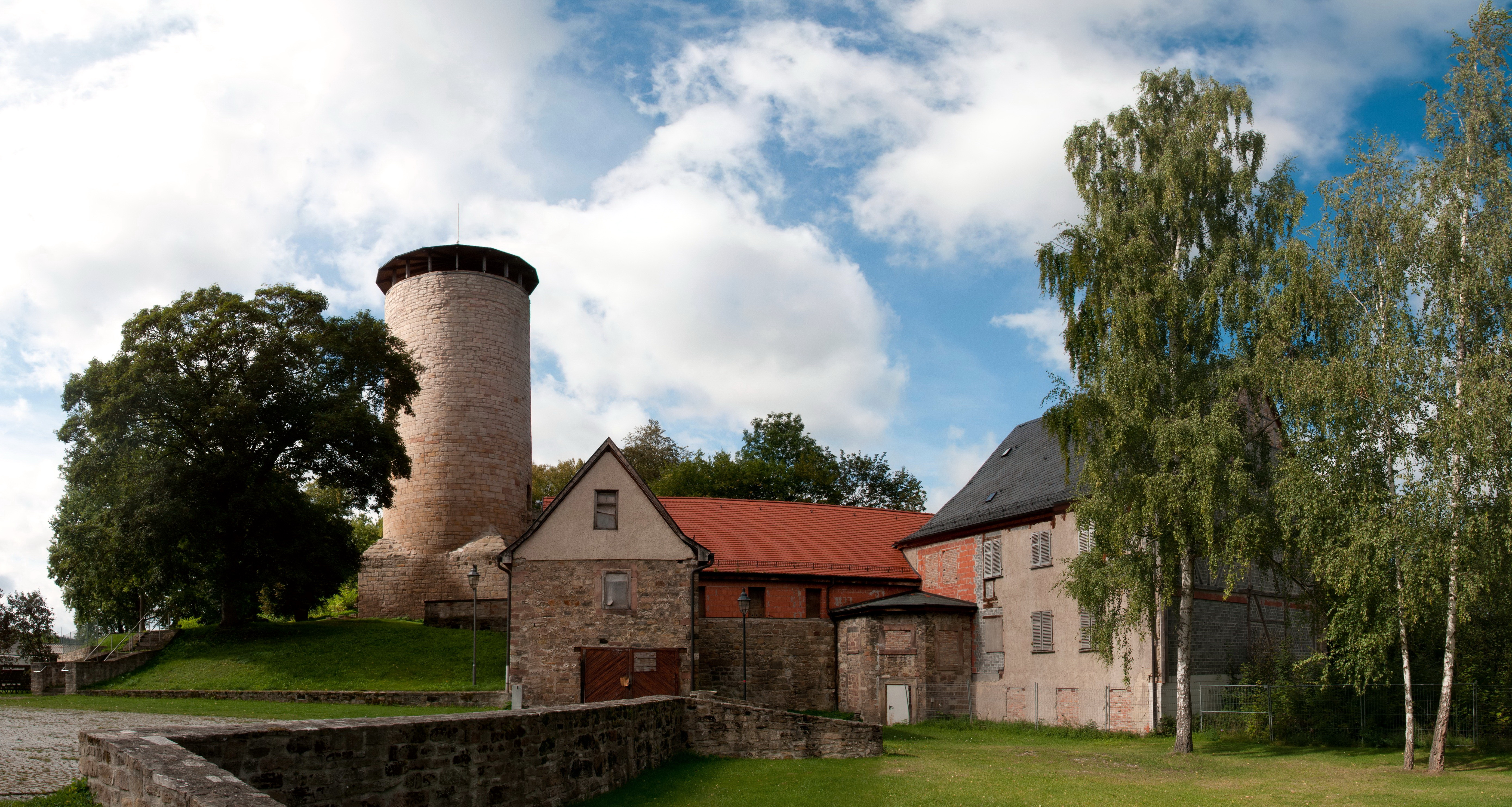
Burg Tannroda

Die Stammreihe beginnt gegen Ende des 15. Jahrhunderts mit Curten von Gleichen zu Tannrode und Ingersleben. Die Burg Tannroda war 1465–87 im Besitz der Grafen von Gleichen zu Blankenhain gewesen, in deren Familie Else Vitztum, die Schwester des Vorbesitzers Apel Vitzthum, eingeheiratet hatte; letzterem war die Burg wegen seiner Raubritterei jedoch von Erfurter und Weimarer Bürgern zerstört worden. 1487 kam sie in den Besitz derer von Bünau. Nach einem Brand 1551 wurde die Burg in ein zweiteiliges Schloss umgebaut, Rotes Schloss und Blaues Schloss und 1597 wurden die Herren von Gleichen Mitbesitzer. Im 18. Jahrhundert war die Burg im Besitz der Herzöge von Sachsen-Weimar, von 1854 bis 1945 besaßen die nunmehrigen Freiherren von Gleichen-Rußwurm erneut die Burg Tannroda und das zugehörige Rittergut.

## Gleichen gen. von Rußwurm

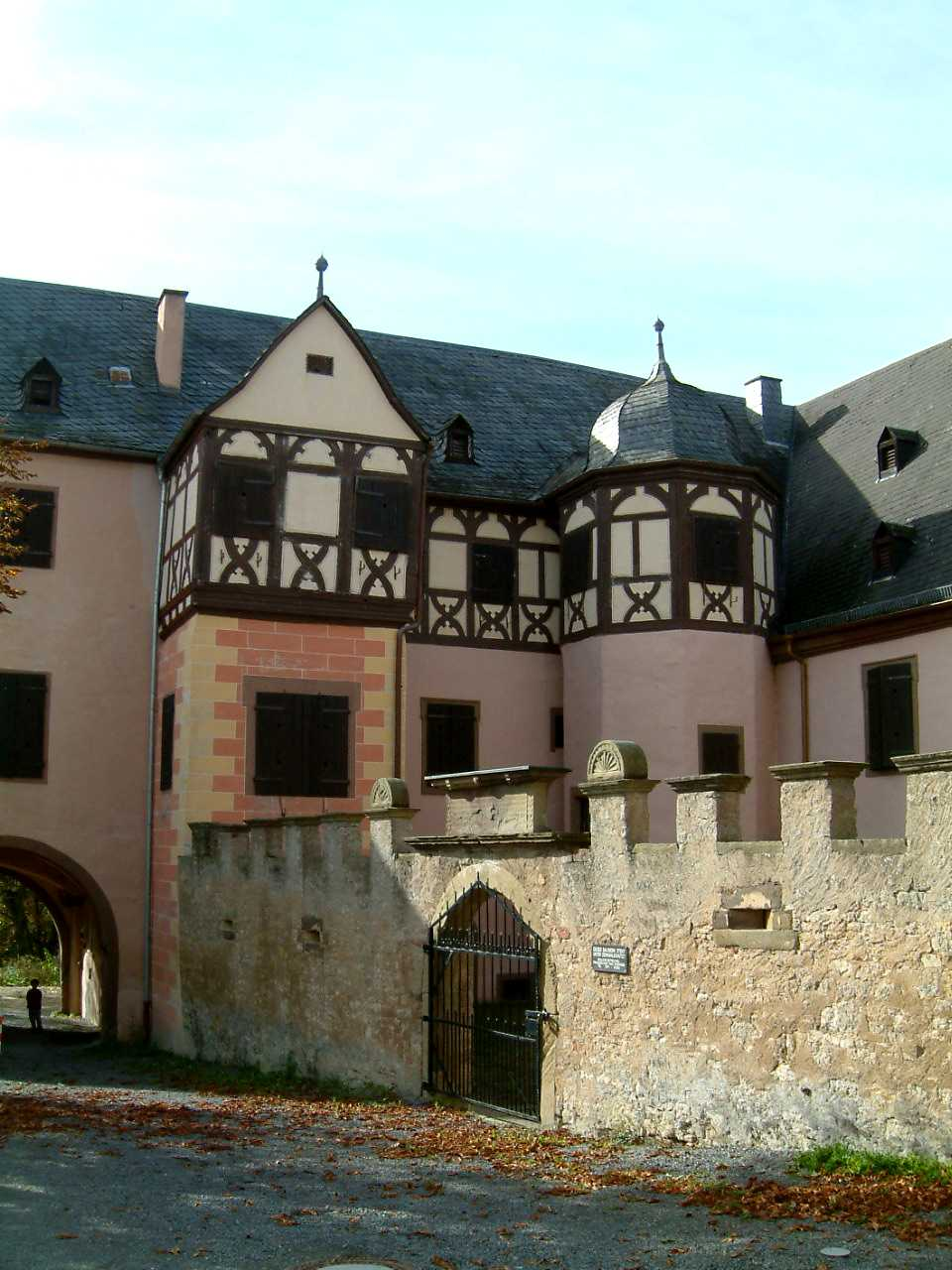
Schloss Greifenstein in Bonnland

Die Familie verschwägerte sich erstmals 1658 mit den von Rußwurm, als der französische Generalmajor Hans Georg von Rußwurm eine von Gleichen heiratete. Rußwurm kaufte kurz vor seiner Hochzeit den Ort Bonnland (im heutigen unterfränkischen Landkreis Bad Kissingen) mit dem Schloss Greifenstein von Julius Albrecht von Thüngen. Bonnland lag im Grenzbereich der Hochstifte Fulda und Würzburg und gehörte zu Letzterem.
Die thüringisch-fränkischen Rußwurm sind 1732 mit dem markgräflich brandenburg-kulmbachischen Oberjägermeister Ernst Friedrich von Rußwurm ausgestorben. Eine seiner Töchter hatte Heinrich von Gleichen geheiratet, der seinem Schwiegervater im Amt des Oberjägermeisters folgte. Er erwirkte am 25. Februar 1732 zu Wien die Namen- und Wappenvereinigung mit denen von Rußwurm und führte seither ein kombiniertes Wappen aus den gevierten Schilden beider Familien. Dadurch kam auch das Schloss Greifenstein an die Gleichen. Seit 1732 gehört die Familie daher zur fränkischen Reichsritterschaft im Kanton Rhön-Werra.
Die Freundschaft dieser Familie mit dem Dichter Friedrich von Schiller führte dazu, dass sich dieser 1793 für längere Zeit auf Schloss Greifenstein aufhielt. Schließlich wurde durch die Heirat von Schillers jüngster Tochter Emilie mit Adalbert von Gleichen-Rußwurm 1828 auch ein verwandtschaftliches Band geknüpft. Sie lebte von da an bis zu ihrem Tode 1872 auf Greifenstein. Ihr Sohn Heinrich Ludwig, ein Professor an der Großherzoglichen Kunstschule in Weimar, lebte und malte auf dem Schloss; er zählte zu den ersten deutschen Impressionisten. 1895 lebte und arbeitete dann sein Sohn Alexander von Gleichen-Rußwurm, ein kulturhistorischer Schriftsteller, auf Greifenstein, der dort das Schiller-Archiv einrichtete. 1938 wurden Bonnland und sein Schloss abgesiedelt und zu einem Teil des seit 1893 bestehenden Truppenübungsplatzes Hammelburg. Alexander von Gleichen-Rußwurm musste mit seiner Frau Schloss Greifenstein, das über 450 Jahre im Besitz seiner Familie gewesen war, räumen und für die Erweiterung des Truppenübungsplatzes an die Heeresverwaltung der Wehrmacht verkaufen. Mit der Entschädigungssumme konnte er die Villa Menschikow in Baden-Baden mieten, wo er am 25. Oktober 1947 verstarb. Das Schiller-Archiv wurde nach Marbach am Neckar verlegt und bildete den Grundstock des heutigen Deutschen Literaturarchivs.

## Genealogie
Noch nicht weitergeführt und verbunden:
1. Heinrich von Gleichen-Rußwurm (1681–1767), bayreuthischer Geheimrat und Oberjägermeister, ⚭  Carolina Dorothea Sophie von Rußwurm (1693–1748), letzte ihres Geschlechts, Erbin von Schloss Greifenstein und Bonnland. Heinrich von Gleichen war der Begründer der Linie von Gleichen-Rußwurm nach der 1732 erfolgten kaiserlichen Namens- und Wappenvereinigung mit denen der von Rußwurm[2]
  1. Wilhelm Friedrich von Gleichen-Rußwurm (1717–1783), Oberstallmeister des Markgrafen von Bayreuth, Naturwissenschaftler (Biologe).[3]

Die Verbindung zur Familie Schiller:

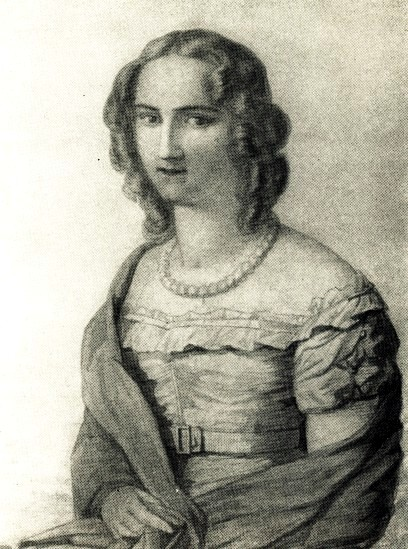
Emilie von Gleichen-Rußwurm geb. von Schiller (1804–1872), um 1830

1. Heinrich Adalbert von Gleichen-Rußwurm (1803–1887), ⚭ 1828 Emilie von Schiller (1804–1872), jüngste Tochter von Friedrich von Schiller und Charlotte von Lengefeld
  1. Ludwig von Gleichen-Rußwurm (1836–1901), impressionistischer Landschaftsmaler, ⚭  1859 Elisabeth von Thienen Adlerflycht
    1. Alexander von Gleichen-Rußwurm (1865–1947), Schriftsteller, Herausgeber, Übersetzer und Kulturphilosoph, ⚭  1895 Sophie von Thienen-Adlerflycht (Nichte seiner Mutter Elisabeth von Thienen Adlerflycht)
    2. Heinrich von Gleichen-Rußwurm (1882–1959), Cousin von Alexander von Gleichen-Rußwurm, jungkonservativer Publizist
      1. Kurt von Gleichen-Rußwurm (1915–2006), Journalist, Werbeberater und Personalberater
        1. Christoph von Gleichen-Rußwurm (* 1956), Kaufmann, Unternehmer, Verleger
        2. Philip von Gleichen-Rußwurm (* 1957), Verleger
        3. Luise von Gleichen-Rußwurm (* 1959), Pädagogin und Schriftstellerin

## Bedeutende Personen
- Wilhelm Friedrich von Gleichen-Rußwurm (1717–1783), markgräflich bayreuthischer Offizier und Naturforscher.
- Christian Ernst von Gleichen-Rußwurm (1719–1768), markgräflich bayreuthischer Obrist
- Emilie von Gleichen-Rußwurm (1804–1872), jüngste Tochter von Friedrich und Charlotte Schiller. Verheiratet 1828 mit Heinrich Adalbert von Gleichen-Rußwurm (1803–1887)
- Ludwig von Gleichen-Rußwurm (1836–1901), Enkel Schillers, impressionistischer Landschaftsmaler
- Alexander von Gleichen-Rußwurm (1865–1947), Urenkel Friedrich von Schillers; Schriftsteller, Herausgeber, Übersetzer und Kulturphilosoph
- Heinrich von Gleichen-Rußwurm (1882–1959), Vetter von Alexander von Gleichen-Rußwurm, jungkonservativer Publizist
- Kurt von Gleichen-Rußwurm (1915–2006), Journalist, Werbeberater und Personalberater

## Wappen
Das Allianzwappen der von Gleichen genannt Rußwurm von 1732 ist geviert und zeigt im 1. und 4. Feld einen einwärts knienden schwarzgekleideten Mönch mit Rosenkranz und offenem Gebetbuch in den Händen (Wappen Rußwurm), im 2. und 3. Feld in Silber 2 voneinander abgewendete aufgerichtete schwarze Bärentatzen (Stammwappen Gleichen). Darauf zwei Helme: Auf dem rechten mit schwarz-goldenen Decken der Mönch, auf dem linken mit schwarz-silbernen Decken die Bärentatzen.

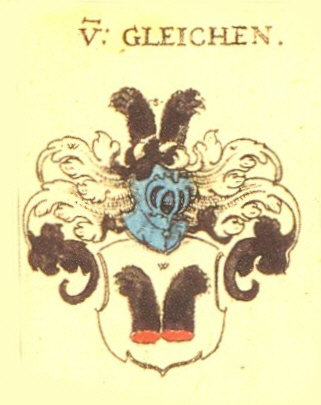
Wappen der Gleichen
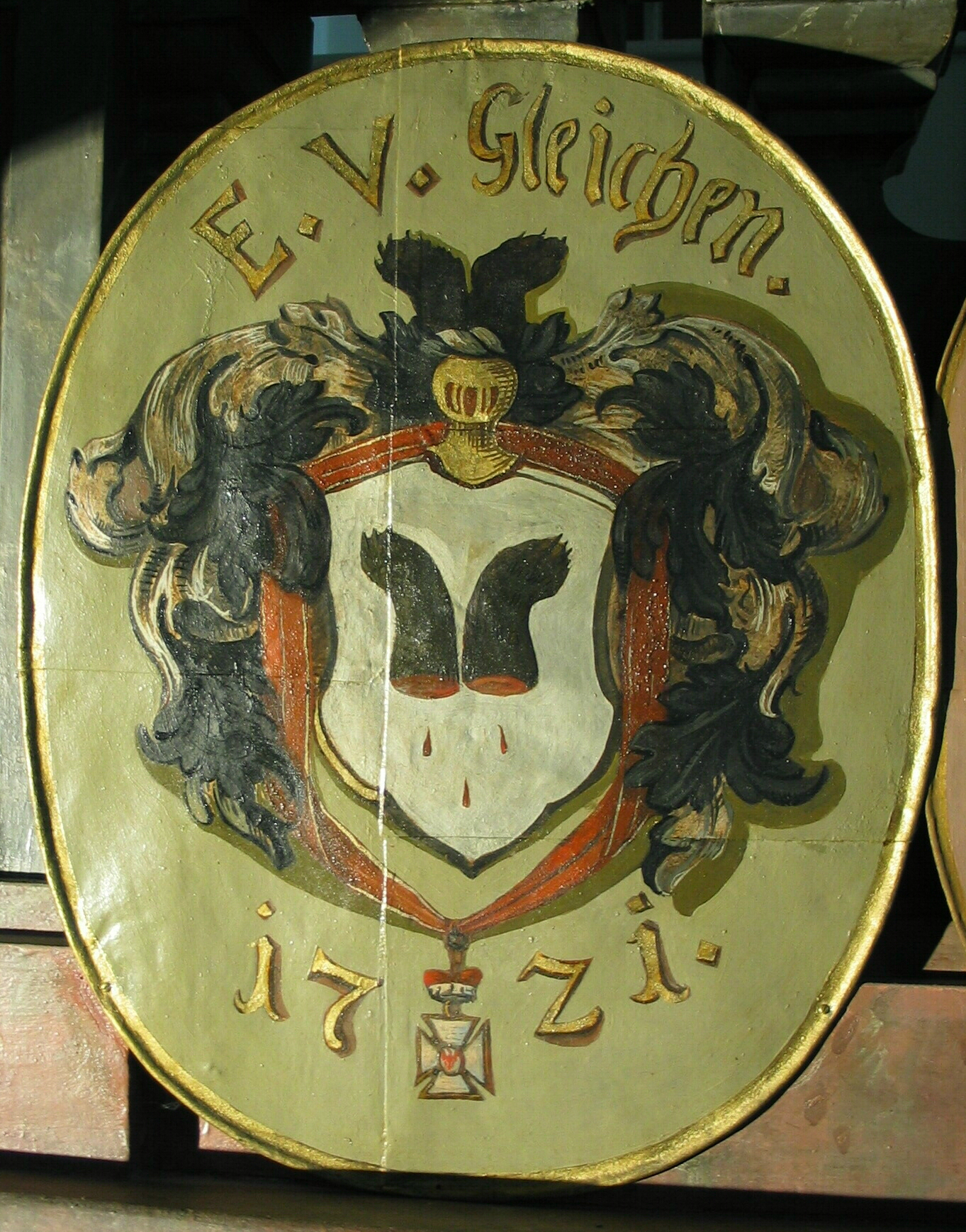
Ordensschild des  Roten Adler Ordens für Ernst von Gleichen in der Ordenskirche von St. Georgen, Bayreuth
Wappen der Rußwurm
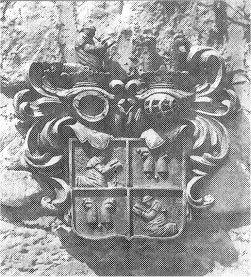
Wappen der Gleichen gen. von Rußwurm

## Besitzungen
- Grundbesitz in Ingersleben ab etwa 1400
- Burg Tannroda (1597 – ? und erneut von 1854 bis 1945)
- Schloss Greifenstein in Bonnland (1732–1938)
- Schloss Krölpa, (19. Jh., verkauft 1888)

### Sekundärliteratur
- Raimund Frhr. von Gleichen-Rußwurm: Ratschläge für angehende Farmer in Deutsch-Südwest Afrika,  D. Reimer, Berlin 1914.  DNB 579463079
- Landschaften im Licht. Der Impressionist Ludwig von Gleichen-Rußwurm, Hrsg. Gerda Wendermann, Klassik Stiftung Weimar, Kooperation, Museum im Kulturspeicher Würzburg, Mitarbeit Henrike Holsing, Sandstein Verlag, Dresden 2021. ISBN 978-3-95498-639-2.